# Domanico
Domanico est une commune italienne de la province de Cosenza dans la région Calabre en Italie.

## Administration
| Période                                  | Période  | Identité        | Étiquette | Qualité |
| ---------------------------------------- | -------- | --------------- | --------- | ------- |
| 14 juin 2004                             | En cours | Antonio Armieri | gauche    |         |
| Les données manquantes sont à compléter. |          |                 |           |         |

### Communes limitrophes
Carolei, Dipignano, Grimaldi (Italie), Lago, Malito, Mendicino, Paterno Calabro